# Brunettia albonotata
Brunettia albonotata är en tvåvingeart som först beskrevs av Enrico Adelelmo Brunetti 1908.  Brunettia albonotata ingår i släktet Brunettia och familjen fjärilsmyggor. Inga underarter finns listade i Catalogue of Life.